# Saint-Julien-la-Genête
Saint-Julien-la-Genête ist eine Gemeinde im Zentralmassiv in Frankreich. Sie gehört zur Region Nouvelle-Aquitaine, zum Département Creuse, zum Arrondissement Aubusson und zum Kanton Évaux-les-Bains. Sie liegt am Fluss Chat Cros und grenzt
- im Nordwesten, im Norden und im Osten an Évaux-les-Bains,
- im Südosten an Fontanières,
- im Süden an Reterre,
- im Westen an Sannat.

## Geschichte
Bis zur Französischen Revolution hieß die Ortschaft „Saint-Julien-la-Geneste“.

### Bevölkerungsentwicklung
| Jahr      | 1962 | 1968 | 1975 | 1982 | 1990 | 1999 | 2008 | 2013 |
| --------- | ---- | ---- | ---- | ---- | ---- | ---- | ---- | ---- |
| Einwohner | 309  | 262  | 216  | 186  | 211  | 213  | 240  | 236  |